# マルセル・アシャール

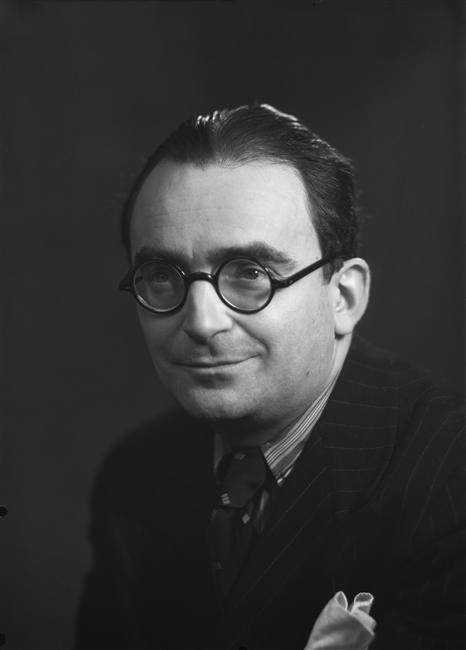
マルセル・アシャール

マルセル・アシャール（Marcel Achard 1899年7月5日 - 1974年9月4日）は、フランス・サント＝フォワ＝レ＝リヨン出身の劇作家・映画監督・脚本家。1959年カンヌ国際映画祭審査委員長。

## 作品

### 映画原作
- 暁の決闘　Meet Me At Dawn (1947)
- 暗闇でドッキリ　A Shot in the Dark (1964)

### 脚本
- うたかたの戀　Mayerling (1936)
- たそがれの女心　Madame de... (1953)
- 遥かなる国から来た男　Le Pays, d'où je viens (1956)
- 私の体に悪魔がいる　La Femme et le Pantin (1959)
- 素晴らしき恋人たち　Les Amours Celebres (1961)

### 台詞
- 呪われた抱擁　Félicie Nanteuil (1945)
- わが父わが子　Untel père et fils (1943)

### 監督
- シュヴァリエの巴里ッ子 Folies-Bergère (1936)

| 前任 アンドレ・シュヴリヨン | アカデミー・フランセーズ 席次21 第14代：1959年 - 1974年 | 後任 フェリシアン・マルソー |